# Рауль Рохас (боксер)
Рау́ль Ро́хас (англ. Raul Rojas; 5 листопада 1941 — 20 травня 2012) — американський боксер мексиканського походження.
Чемпіон світу в напівлегкій вазі за версією WBA (28.03.1968—27.09.1968).

## Спортивна кар'єра
У професійному боксі дебютував 15 січня 1963 року, перемігши свого співвітчизника Рея Колмена.
7 травня 1965 року в Лос-Анджелесі (США) провів бій за звання чемпіона світу у напівлегкій вазі за версіями WBA і WBC, в якому поступився мексиканцю Вісенте Сальдівару.
28 березня 1968 року в Лос-Анджелесі провів бій за вакантний титул чемпіона світу у напівлегкій вазі за версією WBA, в якому переміг колумбійця Енріке Гіггінса.
27 вересня 1968 року в Лос-Анджелесі проводив перший захист чемпіонського титулу, але поступився Сьозо Сайдзьо (Японія).
27 вересня 1970 року здійснив ще одну спробу завоювати чемпіонський пояс, цього разу за версією WBC у другій напівлегкій вазі, але поступився Йосіакі Німата (Японія).